# Bicameralismo
     Bicamerale
     Unicamerale
     Unicamerale con organo consultivo
     Senza camere
     Dati non disponibili

Bicamerale
Unicamerale
Unicamerale con organo consultivo
Senza camere
Dati non disponibili

Il bicameralismo o bicamerismo (dal latino « bi », due e « camera »), nel diritto costituzionale, è una pratica della rappresentanza parlamentare consistente nella divisione in due camere dell'organo legislativo (parlamento). Il termine è nato e si è diffuso nel XIX secolo. Si contrappone al Monocameralismo; sua particolare declinazione è il sistema del bicameralismo perfetto.
Il termine bicamerale, come aggettivo sostantivato, per abbreviazione d'uso comune, indica alcune commissioni composte da membri di entrambe le camere.

## Storia
Benché le idee su cui si basa il bicameralismo possano essere fatte risalire a taluni aspetti delle pratiche di governo sviluppate dagli antichi sumeri, dagli antichi greci, nell'antica India e nell'antica Roma, le prime strutture pienamente bicamerali, ossia associate alla rappresentanza separata dei differenti corpi sociali del regno, sorsero nell'Europa medievale.
I Padri Fondatori degli Stati Uniti d'America non adottarono la rappresentanza separata per tutelare l'aristocrazia ma inventarono una nuova funzione del bicameralismo, in cui una camera alta avrebbe rappresentato in modo paritario gli interessi dei singoli stati facenti parte della federazione, mentre una camera bassa avrebbe rappresentato gli interessi generali della Nazione.

Gli stati federali hanno adottato spesso il bicameralismo e questa soluzione è ancora vigente oggi, seppur con piccole differenze.

## Caratteristiche
La funzione del bicameralismo è principalmente quella di assicurare il pluralismo e l'equilibrio fra i poteri, per consentire una maggiore ponderazione nelle deliberazioni parlamentari e per impedire la dittatura d'assemblea. Il bicameralismo impedisce che un'unica assemblea abbia da sola il potere legislativo.
Il rapporto tra le due camere varia a seconda dei paesi: in alcuni casi possono avere gli stessi poteri, e si parla allora di bicameralismo perfetto, come in Italia; in altri una camera (generalmente quella bassa, espressione degli interessi della Nazione in generale) può avere poteri superiori rispetto all'altra, e si parla di bicameralismo imperfetto.

## Il dibattito
Alcuni scienziati della politica ritengono che il bicameralismo (in particolare quello perfetto, in cui le due camere sembrano essere una la copia dell'altra) renda più difficile il processo decisionale e che aumenti il rischio di paralisi politica. Altri analisti sostengono fortemente i meriti del bicameralismo nel sistema della 'separazione dei poteri' e credono che esso impedisca l'approvazione frettolosa di leggi sconsiderate. La doppia lettura viene perciò vista da alcuni come una inutile ripetizione, da altri come un rimedio ai colpi di mano e al fenomeno che va sotto il nome di dittatura d'assemblea: questo rischio, peraltro, non appare pienamente sventato neppure in un regime bicamerale perfetto.
Una variante del dibattito è quella che annette valore alla natura centralizzata o meno della forma di Stato, nel rapporto con le autonomie territoriali.

## Tipologia

### Aristocrazia
Nella maggior parte delle democrazie moderne i rappresentanti sono tutti eletti dal popolo. In qualche paese più legato alla tradizione, il bicameralismo include elementi sia democratici che aristocratici. L'esempio più conosciuto è quello della Camera dei Lord britannica, che include dei pari ereditari. La Camera dei Lord è un vestigio del sistema aristocratico vigente in passato nella politica britannica, mentre l'altra camera, la Camera dei comuni, è eletta direttamente dal popolo. Nel corso degli anni, sono state presentate delle proposte di riforma della Camera dei Lord, alcune delle quali sono state parzialmente attuate: il numero di pari ereditari (opposto a quello di pari a vita) è stato ridotto da circa 700 a 92; inoltre è stato limitato il potere della Camera dei Lord di bloccare l'attività legislativa. Sono già state pianificate delle ulteriori riforme che includeranno certamente la rimozione dei rimanenti pari ereditari.
Un altro esempio di bicameralismo aristocratico è stato quello giapponese della Camera dei pari, abolita dopo la seconda guerra mondiale e sostituita dall'attuale Camera dei consiglieri.

### Entità subnazionali
In alcuni paesi federali, anche i singoli stati membri (come quelli degli Stati Uniti e dell'Australia) possono avere organi legislativi bicamerali. Solo due stati di questo tipo, il Nebraska negli Stati Uniti e il Queensland in Australia, hanno adottato un sistema monocamerale.
In ogni modo, al principio della storia degli Stati Uniti, il monocameralismo non era fuori dal comune: anche se i tredici Stati originari (ad eccezione della Pennsylvania) avevano adottato il bicameralismo al tempo della Convenzione di Philadelphia, alcuni dei nuovi stati successivi non adottarono immediatamente questo sistema. Per esempio, il Vermont istituì il proprio Senato solo nel 1836.
Negli anni trenta del XX secolo, il parlamento dello Stato del Nebraska da bicamerale divenne monocamerale includendo anche i 43 membri che componevano precedentemente il senato dello Stato. Uno degli argomenti usati per convincere i votanti del Nebraska ad accettare l'idea fu che con l'adozione di un sistema unicamerale sarebbero stati eliminati i rischi connessi alla "commissione di conferenza". Una commissione di conferenza è nominata quando le due camere non riescono a mettersi d'accordo su una proposta di legge; essa è composta da un piccolo numero di membri di entrambe le camere. Questo porta molto potere nelle mani di un piccolo gruppo di persone. Ciò che viene deciso dalla commissione deve poi essere approvato da entrambe le camere con un provvedimento da "prendere o lasciare".
Durante il suo mandato, il governatore del Minnesota, Jesse Ventura ha proposto di rendere monocamerale il parlamento del Minnesota eletto con un sistema proporzionale, in modo da risolvere molte difficoltà legislative e combattere la corruzione. Nel suo libro Do I Stand Alone? (Sono io da solo?), Ventura sostiene che i parlamenti bicamerali per le aree provinciali e locali sono costosi non necessari e che il monocameralismo potrebbe risolvere i problemi legislativi e di bilancio degli stati.
Negli stati australiani, la camera bassa era tradizionalmente eletta secondo il principio "un voto un valore", mentre la camera alta era parzialmente eletta e parzialmente nominata dal governatore, con uno svantaggio per gli elettori rurali. Nel Queensland, la camera alta di nomina governativa fu abolita nel 1922, mentre nel Nuovo Galles del Sud ci furono tentativi di abolizione prima della riforma degli anni settanta che introdusse l'elezione diretta. Oggigiorno, la camera alta è eletta con il sistema proporzionale e la camera bassa con il sistema maggioritario ad eccezione della Tasmania, dove il sistema proporzionale è usato per la camera bassa e il maggioritario per la camera alta.

### Stati federali
In alcuni paesi come Australia, Austria, Belgio, Brasile, Canada, Germania, India, Malaysia, Pakistan, Russia, Sudafrica, Svizzera, e Stati Uniti, il bicameralismo è conseguenza della natura federale della loro struttura politica. Infatti, mentre una camera rappresenta la Nazione nella sua interezza, l'altra è costituita da membri eletti dai singoli Stati membri o comunque sulla base elettorale del singolo Stato. La seconda camera, dunque, è portatrice degli interessi degli Stati appartenenti alla federazione.
Negli Stati Uniti, in Australia e in Brasile, per esempio, ad ogni stato membro è assegnato lo stesso numero di seggi nella camera alta: questo avviene per favorire una rappresentanza dei singoli Stati membri tale da essere paritaria, facendo sì che gli Stati più popolosi non prevalgano su quelli più piccoli. Nel prescrivere la composizione della seconda camera, la Costituzione non tiene conto delle differenze di popolazione fra gli stati; negli Stati Uniti, l'accordo che permise tale disposizione è conosciuto come Compromesso del Connecticut. 

Per la camera bassa i seggi sono divisi fra gli stati solamente in base alla popolazione. Il sistema bicamerale è quindi un metodo che combina il principio dell'uguaglianza democratica con quello del federalismo: nella camera bassa tutti i cittadini sono ugualmente rappresentati; lo stesso accade per gli stati membri nella camera alta.
In Canada, il paese è ripartito in Divisioni del Senato: ciascuna di esse è formata da un numero di senatori dipendente da vari fattori. Queste divisioni sono Québec, Ontario, Canada occidentale, e marittimo, con 24 senatori ciascuna, Yukon, Territori del Nord-Ovest, Nunavut, con un senatore ciascuna, e Terranova e Labrador con 6 senatori, per un totale di 105 senatori.
In Germania, India e Pakistan, la camera alta (rispettivamente denominata Bundesrat, Rajya Sabha, e Senato del Pakistan) è ancora più strettamente collegata con il sistema federale in quanto nominata o eletta direttamente dai governi o parlamenti di ogni Land, stato indiano o provincia pakistana.
In altri casi, il numero di rappresentati attribuiti ad ogni Stato in seno alla Camera alta è determinato in ragione della popolazione del singolo Stato.

### Stati non federali
Esistono esempi di bicameralismo in paesi che non sono federazioni ma che hanno una camera alta che rappresenta divisioni territoriali. In Sudafrica, il Consiglio Nazionale delle Province (e prima del 1997, il Senato del Sudafrica) è composto da membri eletti dai parlamenti di ogni provincia.
In Spagna il Senato funziona de facto come una camera alta basata sulle divisioni territoriali e ci sono state pressioni delle Comunità autonome per riformarlo in una camera più strettamente federale.

### Stati unitari
Molti sistemi bicamerali non sono connessi né con il federalismo, né con l'aristocrazia. 
Giappone, Francia, Italia, Paesi Bassi, Filippine, Repubblica Ceca, Repubblica d'Irlanda e Romania sono esempi di sistemi bicamerali in stati unitari. In paesi come questi, la camera alta ha la funzione di esaminare più a fondo le proposte di legge ("camera di riflessione" o "di raffreddamento") e approvare o rifiutare le decisioni della camera bassa.
In alcuni di questi paesi, la camera alta è eletta indirettamente. I membri del Senato francese e del Seanad Éireann irlandese sono scelti da un collegio elettorale composto dai membri della camera bassa e da consiglieri locali, mentre la Prima Camera dei Paesi Bassi è scelta dai membri delle assemblee provinciali.
In Italia il Senato viene eletto su base regionale e non vi sono sostanziali differenze di competenza tra Camera e Senato, infatti è un bicameralismo simmetrico, una forma di bicameralismo perfetto oggetto, nel corso dell'ultimo decennio, di numerosi disegni di legge di revisione costituzionale mai entrati in vigore (come quelli bocciati dai referendum costituzionali del 2006 e del 2016.

## Nel mondo
Tabella di alcuni sistemi bicamerali:
| Paese       | Parlamento                                   | Camera bassa                                                      | Camera alta                                                        | Tipo       |
| ----------- | -------------------------------------------- | ----------------------------------------------------------------- | ------------------------------------------------------------------ | ---------- |
| Afghanistan | Assemblea Nazionale                          | Camera del popolo (Wolesi Jirga)                                  | Camera degli Anziani (Meshrano Jirga)                              | Imperfetto |
| Algeria     | Parlamento                                   | Assemblea popolare nazionale (al-Majlis Ech-Chaabi al-Watani)     | Consiglio della Nazione (al-Majlis al-Umma)                        | Imperfetto |
| Argentina   | Congresso Nazionale (Congreso Nacional)      | Camera dei deputati (Camara de Diputados)                         | Senato della Nazione (Senado de la Nación)                         | Imperfetto |
| Australia   | Parlamento federale (Parliament)             | Camera dei rappresentanti (House of Representatives)              | Senato (Senate)                                                    | Imperfetto |
| Austria     | Parlamento (Parlament)                       | Consiglio nazionale (Nationalrat)                                 | Consiglio federale (Bundesrat)                                     | Imperfetto |
| Belgio      | Parlamento federale                          | Camera dei rappresentanti (Chambre des Représentants de Belgique) | Senato (Sénat)                                                     | Imperfetto |
| Brasile     | Congresso Nazionale (Congresso Nacional)     | Camera dei deputati (Câmara dos Deputados)                        | Senato federale (Senado Federal)                                   | Imperfetto |
| Canada      | Parlamento (Parliament)                      | Camera dei comuni (House of Commons)                              | Senato (Senate)                                                    | Imperfetto |
| Francia     | Parlamento Parlement                         | Assemblea nazionale (Assemblée nationale)                         | Senato (Sénat)                                                     | Imperfetto |
| Germania    | Parlamento federale (Bundesparlament)        | Bundestag (= Assemblea federale)                                  | Bundesrat (= Consiglio federale)                                   | Imperfetto |
| Giappone    | Dieta                                        | Camera dei rappresentanti                                         | Camera dei consiglieri                                             | Imperfetto |
| India       | Parlamento (Parliament)                      | Lok Sabha (Camera del popolo)                                     | Rajya Sabha (Consiglio degli stati)                                | Imperfetto |
| Irlanda     | Oireachtas (Parlamento)                      | Dáil Éireann (Assemblea d’Irlanda)                                | Seanad Éireann (Senato d’Irlanda)                                  | Imperfetto |
| Italia      | Parlamento                                   | Camera dei deputati                                               | Senato della Repubblica                                            | Perfetto   |
| Messico     | Congresso dell'Unione (Congreso de la Uniòn) | Camera dei deputati (Cámara de Diputados)                         | Camera dei Senatori (Cámara de Senadores)                          | Imperfetto |
| Paesi Bassi | Stati Generali (Staten-Generaal)             | Tweede Kamer ( Seconda camera)                                    | Eerste Kamer ( Prima camera)                                       | Imperfetto |
| Polonia     | Assemblea nazionale (Zgromadzenie Narodowe)  | Sejm (Dieta)                                                      | Senat (Senato)                                                     | Imperfetto |
| Regno Unito | Parlamento (Parliament)                      | Camera dei comuni (House of Commons)                              | Camera dei Lord (House of Lords)                                   | Imperfetto |
| Russia      | Assemblea federale (Федеральное Собрание)    | Duma (Дума)                                                       | Consiglio della Federazione (Совет Федерации)                      | Imperfetto |
| Spagna      | Cortes Generales                             | Congresso dei Deputati (Congreso de los Diputados)                | Senato (Senado)                                                    | Imperfetto |
| Stati Uniti | Congresso (Congress)                         | Camera dei rappresentanti (House of Representatives)              | Senato (Senate)                                                    | Perfetto   |
| Sudafrica   | Parlamento (Parliament)                      | Assemblea Nazionale (National Assembly)                           | Consiglio Nazionale delle Province (National Council of Provinces) | Imperfetto |
| Svizzera    | Assemblea federale (Bundesversammlung)       | Consiglio nazionale (Nationalrat)                                 | Consiglio degli Stati (Ständerat)                                  | Perfetto   |

### In Italia
Il bicameralismo italiano è un bicameralismo eguale e perfetto, cioè sovrapposto, in quanto entrambe le Camere, Camera dei deputati e Senato della Repubblica, godono della stessa legittimazione e svolgono le stesse funzioni su un piano di parità (essendo non ancora stata attuata la "promessa" di riforma del Senato della Repubblica contenuta nella legge costituzionale n. 3 del 2001, e prefigurata dalla nuova definizione di Repubblica, che a norma dell'art. 114 della Costituzione è ora «costituita dai Comuni, dalle Province, dalle Città metropolitane, dalle Regioni e dallo Stato»).
Questo particolare assetto, che ha l'auspicabile vantaggio di garantire una maggiore elaborazione e ponderazione delle deliberazioni, va a scapito della rapidità delle decisioni, provocando talvolta situazioni di stallo, che hanno prodotto vari tentativi di revisione costituzionale.

### In Svizzera
La Confederazione elvetica ha un parlamento bicamerale federale: la camera bassa, il Consiglio nazionale, è formata da eletti divisi per cantone in base alla popolazione dello stesso; la camera alta, il Consiglio degli Stati è formata da due deputati per cantone, ed uno per semi-cantone indipendentemente dalla sua importanza demografica o territoriale. Tale sistema permette di prevenire una politica troppo sbilanciata in favore dei cantoni maggiori. Le due camere godono di identiche competenze e ogni atto legislativo deve essere approvato sia dal Consiglio Nazionale sia dal Consiglio degli Stati.

### In Spagna
Il Congresso dei Deputati ha il primato sul Senato nel processo di formazione delle leggi. Compete esclusivamente al Congresso la nomina e fiducia al Governo, la messa in stato di accusa del Presidente e degli altri membri del Governo, l'autorizzazione all'indizione di referendum e la conversione di decreti-legge. Dal 2012 è in corso uno studio per un progetto di revisione costituzionale, che rafforzi il ruolo del Senato come Camera di prima lettura per le leggi inerenti alle istanze territoriali.

### In Bahrein
Nel 2002, il Bahrein ha adottato un sistema bicamerale con una camera bassa eletta e una camera alta nominata dal re. Questo ha portato il partito Al Wefaq a boicottare le elezioni parlamentari dello stesso anno accusando il governo di volersi servire della camera alta per bloccare la sua attività. Quando nel 2005 fu proprio la presenza della Camera alta ad impedire l'istituzione della polizia religiosa (approvata dalla Camera bassa), il Council on Foreign Relations (un think-tank degli Stati Uniti) evidenziò l'esigenza per gli stati arabi di adottare il bicameralismo, con delle camere alte nominate su 'basi speciali': la ONG statunitense sostenne che questo sistema avrebbe comunque garantito una protezione contro la tirannia della maggioranza, perché, senza un sistema di separazione dei poteri, gli estremisti avrebbero usato le camere uniche dei parlamenti per limitare i diritti dei gruppi di minoranza.